# دهستان توتان و مهمدان
دهستان توتان و مهمدان، یکی از دهستان های بخش بنت شهرستان نیک‌شهر در استان سیستان و بلوچستان ایران است. مرکز این دهستان  روستای توتان است.